# Пињчов
Пињчов (пољ. Pińczów) је град у Пољској у Војводству Светокришком у Повјату pińczowski. Према попису становништва из 2011. у граду је живело 11.612 становника.

## Становништво
Према прелиминарним подацима са пописа, у граду је 2011. живело 11.612 становника.
| 2002.  | 2011.  | 2012.  |
| ------ | ------ | ------ |
| 12.152 | 11.612 | 11.471 |

## Партнерски градови
- Тата